# قورچای (رامیان)
قورچای (رامیان)، روستایی از توابع بخش مرکزی شهرستان رامیان در استان گلستان ایران است.

## جمعیت
این روستا در دهستان قلعه میران قرار دارد و براساس سرشماری مرکز آمار ایران در سال ۱۳۸۵، جمعیت آن ۳۲۸ نفر (۸۳خانوار) بوده‌است.